# Pithecia pissinattii
Pithecia pissinattii és una espècie de primat del grup dels micos del Nou Món oriünda del centre de la conca de l'Amazones, entre el curs baix del riu Purus i el del riu Madeira. Té una llargada de cap a gropa de 43–55 cm i una cua de 42–52 cm. Fou descrita el 2014 en el marc d'una revisió de la taxonomia dels saquis. L'espècie fou anomenada en honor del veterinari brasiler Alcides Pissinatti.